# 太陽ニュートリノ単位
太陽ニュートリノ単位 (SNU) とは、ニュートリノ天文学および放射化学ニュートリノ実験において広く用いられる太陽ニュートリノ流束の単位である。一秒に一原子あたり 10−36 回補足されるだけのニュートリノ流束に等しい。放射化学的な、非常に確率の低い事象をとりあつかう際に便利なよう定義されている。典型的には数十から数百 SNU ほどの流束がみこまれる。
原理的には、太陽ニュートリノの検出には二つの方法がある。放射化学的実験と、実時間実験である。放射化学実験の原理はつぎのような反応である。
{\displaystyle _{N}^{A}Z+\nu _{e}\longrightarrow _{N-1}^{A}(Z+1)+e^{-}}
この娘核の崩壊が検出に用いられる。娘核の生成速度は {\displaystyle R=N\int \Phi (E)\sigma (E)dE} で与えられる。ここで、
- {\displaystyle \Phi } は太陽ニュートリノ流束
- {\displaystyle \sigma } は放射化学反応の反応断面積
- {\displaystyle N} は標的核の数

である。ニュートリノ流束は典型的には 1010 cm−2・s−1 であり、反応断面積は 10−45 cm2 程度であるから、一日に一回のイベントが起こるためには標的核が 1030 程度必要である。1 モルが 6.022×1023 個の原子に相当することを考えれば、この数は数キロトンもの標的物質が必要であることを意味するが、現行のニュートリノ検出器はこれよりも随分少ない量の標的物質しか使用していない。

## 関連文献
- Bellerive, A. (2004). “REVIEW OF SOLAR NEUTRINO EXPERIMENTS”. International Journal of Modern Physics A 19:  1167–1179. doi:10.1142/S0217751X04019093.